# White Light/Black Rain: The Destruction of Hiroshima and Nagasaki
White Light/Black Rain: The Destruction of Hiroshima and Nagasaki (Luz blanca/Lluvia negra: La destrucción de Hiroshima y Nagasaki) es un documental de HBO dirigido y producido por Steven Okazaki y fue estrenado el 6 de agosto de 2007 en HBO, marcando el 62 aniversario del primer bombardeo nuclear de la Historia. En la película aparecen entrevistas con 14 supervivientes japoneses y cuatro estadounidenses implicados en los bombardeos nucleares de Hiroshima y Nagasaki de los días 6 y 9 de agosto de 1945.

## Entrevistas

### Supervivientes japoneses
En la preparación de la película, Okazaki se encontró con más de 500 supervivientes de los bombardeos y recopiló alrededor de 100 entrevistas antes de centrarse en las 14 personas que aparecen en el documental. Son, en orden de aparición, incluyendo edad en el momento del bombardeo:
- Shigeku Sasamori, 13 años. Sasamori fue a los Estados Unidos en 1955 para someterse a cirugía plástica recostructiva como parte del grupo de mujeres llamado Hiroshima Maidens.
- Keiji Nakazawa, 6 años. Nazakawa perdió gran parte de su familia en el bombardeo y más tarde relató su historia en la serie de mangas Barefoot Gen.
- Yasuyo Tanaka y Chiemi Oka, 9 y 10 años. Tanaka y Oka fueron las únicas supervivientes de entre los 20 niños acogidos en un orfanato católico en Nagasaki.
- Sakue Shimohira, 10 años. Shimohira sobrevivió junto con su hermana, pero perdió a su madre y hermano en el bombardeo. Más tarde, incapaz de soportar la trágica situación y el recuerdo del bombardeo, su hermana se suicidó aventándose a las vías del tren.
- Kyoko Imori, 11 años. Imori y su amigo fueron los únicos supervivientes de los 620 estudiantes de la escuela de Hiroshima. Su amigo murió de envenenamiento por radiación una semana después del ataque.
- Katsuji Yoshida, 13 años. Yoshida tuvo varias heridas en la explosión, incluyendo el lado izquierdo de su cara, que fue desfigurado por quemaduras graves.
- Sunao Tsuboi, 20 años. En el momento del ataque Tsuboi se estaba especializndo en ciencias en la Universidad de Hiroshima.
- Shuntaro Hida, 28 años. Médico militar que trató a los supervivientes del bombardeo.
- Satoru Fukahori, 11 años.
- Pan Yeon Kim, 8 años. Con anterioridad al bombardeo su familia emigró a Japón de Corea huyendo del hambre.
- Etsuko Nagano, 16 años. Nagano perdió a su hermano y a su hermana en el ataque nuclear estadounidense.
- Senji Yamaguchi, 14 años. Durante su larga hospitalización fundó un grupo de supervivientes para reclamar del gobierno japonés ayuda médica para las víctimas de los bombardeos.
- Sumiteru Taniguchi, 16 años. Taniguchi era repartidor de correo y sufrió graves quemaduras en la explosión.

### Personal estadounidense
Okazaki también entrevistó a cuatro estadounidenses para el documental. Morris R. Jeppson, oficial de pruebas de explosivos, y Theodore "Dutch" Van Kirk, tripulantes, estaban a bordo del Enola Gay durante las misiones de bombardeo. Harold Agnew se unió a ellos como observador científico durante la misión de Hiroshima. Lawrence Johnston era científico en Los Álamos y afirma haber sido la única persona en presenciar tanto la prueba Trinity como los bombardeos de Hiroshima y Nagasaki.